# Iori Yagami
Pour les articles homonymes, voir Yagami.
Iori Yagami (八神 庵, Yagami Iori) est un personnage fictif de la série The King of Fighters. Il a été présent régulièrement depuis son introduction en The King of Fighters '95 jusqu'à The King of Fighters XIV. Même s'il n'est le héros principal d'aucun KOF, il a un rôle important dans l'histoire des séries comme ennemi principal de Kyo Kusanagi, et est célèbre pour son charisme, ses citations et sa manière unique d'habit et de coiffure. Il est officiellement le champion de l'édition The King of Fighters 2003, aux côtés de Kyo Kusanagi et Chizuru Kagura.

## Description
Iori descend d'un ancien clan rival des Kusanagi à cause de leur pacte avec Orochi il y a 1800 ans. C'est la cause à la fois de la couleur des flammes Yagami (mauve) et de la brièveté de l'âge des descendants mâles du clan.
Iori apparaît dans le tournoi du The King of Fighters '95 comme rival du héros Kyo Kusanagi. Il a eu pour coéquipiers Billy Kane (ayant une rancune contre l'équipe Fatal Fury et plus spécialement Terry Bogard) et Eiji Kisaragi (ennemi de l'équipe Kyokugen issue de Art of Fighting). Cependant à la fin du tournoi Iori se retourne contre eux. Billy ne rejoindra un tournoi KOF qu'en 97 et 2003, tandis qu'Eiji n'apparaîtra que lors de celui de The King of Fighters XI.
Dans The King of Fighters '96, Iori fut approché par Mature et Vice, les anciennes secrétaires de Rugal Bernstein mort pendant le tournoi précédent, pour former une nouvelle équipe. Envoyées secrètement par Goenitz pour espionner un combattant au grand potentiel, elles n'hésiteront pas à trahir leur chef pour assister Iori dans son combat. Mais elles furent également massacrées par Iori lorsqu'il est entré en Riot of the Blood. Elles sont généralement considérées comme mortes après ce tournoi, surtout que toutes leurs apparences postérieures ne sont pas canoniques.
Iori fera une entrée solo lors du tournoi The King of Fighters '97, où malgré son état de Riot of the Blood, il assistera Kyo lors du combat final contre Orochi, comme l'ont fait leurs ancêtres 1800 ans auparavant, permettant ainsi à Chizuru de le sceller une nouvelle fois. Après la disparition de son ennemi, enlevé par les NESTS, Iori fera des entrées solo dans chaque tournoi pour le chercher afin de le tuer de ses propres mains. Il jouera cependant en équipe avec les agents Seth, Vanessa (sa sœur) et Ramon en The King of Fighters 2001 pour détruire définitivement les NESTS,.
Le tournoi 2003 marque un retour à la scène d'Iori qui doit constituer une équipe avec son némésis et Chizuru pour stopper le vrai boss du tournoi Mukai. Même s'ils sortent victorieux du combat et que le sceau d'Orochi reste apparemment intact, Chizuru était tellement faible à la suite de son combat et de la manipulation qu'elle a subie que son pouvoir sera facilement dérobé par Ash Crimson, qui désignera Iori comme son prochain but.
Devant ce nouveau danger et le risque de la résurrection d'Orochi, Iori constituera officiellement pour la première fois une équipe avec Kyo, avec l'élève de celui-ci Shingo Yabuki comme troisième joueur. Mais Iori rentre en Riot of the Blood et met hors d'état de combattre ses deux coéquipiers. Ash n'aura pas de peine à lui dérober ses flammes.
À la fin du tournoi du The King of Fighters XIII, Iori est assisté une nouvelle fois par Mature et Vice, mais ces dernières reviennent sous formes d'ombres qui ont pu se matérialiser à la suite de la perte du Magatama de Iori, et sorti tout droit de ses cauchemars! Après la défaite de Saiki et la disparition de Ash, Iori peut enfin récupérer son magatama! Au moment où il le tient dans sa main, les ombres de Vices et Matures lui disent qu'il peut choisir de refuser le magatama, ce qui le délivrerai à jamais de la malédiction de sa famille! Lorsque Iori leur demande ce qui leur arrivera s'il décide de réutiliser malgré tout le magatama, elles lui répondent qu'il doit faire ce qui lui semble le mieux pour lui tout! Mais Iori reprend alors froidement les pouvoirs du magatama en gratifiant ses pauvres comparses d'un rire diabolique, et les ombres de Vice et Mature disparaissent, non pas sans lui dire qu'elles continueront malgré tout à hanter ses cauchemars.

## Apparitions
Outre la série KOF, Iori apparaîtra principalement en NeoGeo Battle Coliseum et dans les séries confrontant SNK et Capcom. Dans ces dernières on l'oppose souvent à M.Bison/Vega.
Liste
- The King of Fighters '95
- The King of Fighters '96
- The King of Fighters '97
- The King of Fighters 98
- The King of Fighters '99
- The King of Fighters 2000
- The King of Fighters 2001
- The King of Fighters 2002
- The King of Fighters 2003
- The King of Fighters XI
- The King of Fighters XII
- The King of Fighters XIII
- The King of Fighters XIV
- The King of Fighters XV
- The King of Fighters Neowave
- The King of Fighters EX
- The King of Fighters EX 2
- King of Fighters: Maximum Impact
- King of Fighters: Maximum Impact MANIAX
- King of Fighters: Maximum Impact 2
- Card Fighters Clash
- Card Fighters Clash 2
- Card Fighters Clash DS
- Match of the Millennium
- Capcom vs. SNK
- Capcom vs. SNK: Pro
- Capcom vs. SNK 2
- SNK vs. Capcom: SVC Chaos
- Neo Geo Battle Coliseum